# César Infanzón Quispe
César Augusto Infanzón Quispe (* 28. Mai 1975 im Distrikt Juliaca, Peru) ist ein peruanischer Politiker. Er war 2018 Bürgermeister von Villa María del Triunfo, einem Stadtdistrikt der peruanischen Hauptstadt Lima.

## Politische Laufbahn
Zu den Kommunalwahlen 2014 wurde Infanzón Quispe als Mitglied der Solidaridad Nacional in den Gemeinderat (concejo municipal) von Villa María del Triunfo gewählt. Dort war er vom 1. Januar 2015 bis zum Januar 2018 Ratsherr (regidor distrital). Im Januar 2018 wurde der Bürgermeister (alcalde distrital) Ángel Chilingano Villanueva wegen Angehörigkeit zu einer kriminellen Vereinigung durch das peruanische Wahlamt abgesetzt. Infanzón Quispe wurde zum kommissarischen Bürgermeister des Distrikts ernannt und sollte bis zum Ende der Wahlperiode am 31. Dezember 2018 das Amt bekleiden. Im November 2018 wurde jedoch auch er abgesetzt, nachdem er wegen Amtsmissbrauchs zu einer dreijährigen Freiheitsstrafe verurteilt worden war, während der er nach peruanischem Recht kein politisches Amt besetzen durfte. Die Ratsfrau Anatolia Golac Chamoli de Ludeña wurde zur neuen kommissarischen Bürgermeisterin ernannt und war dies bis zum Ende der Wahlperiode.
Vor seiner Verurteilung ließ er sich zu den Kommunalwahlen im Oktober 2018, nun als Mitglied von Unión por el Perú, zur Wahl zum Bürgermeister von Villa María del Triunfo aufstellen. Er unterlag jedoch Guido Iñigo Peralta und Eloy Chávez Hernández der Partei Perú Patria Segura.